# Хаген, Теодор (художник)
Теодор Йозеф Хаген (нем. Theodor Joseph Hagen, 24 мая 1842 г. Дюссельдорф — 12 февраля 1919 г. Веймар) — немецкий художник-пейзажист.

## Жизнь и творчество
Родился в старинной зажиточной купеческой семье. Изучал живопись в дюссельдорфской Академии художеств с 1858 по 1868 год. С 1862 по 1868 год посещал там класс пейзажиста Освальда Ахенбаха. В 1871 году был приглашён в Веймар, в Саксонскую Великого герцога Школу искусств преподавать пейзажную живопись. В 1874 году он, первый среди других преподавателей веймарской школы, получил контракт на неограниченный чем-либо срок. В 1876—1881 годы возглавлял веймарскую школу, однако затем отказался от руководящей должности, чтобы посвятить себя целиком живописи и преподаванию. Среди учеников Т. Хагена наиболее известен Христиан Рольфс.
После долгих творческих исканий, открыл для себя французский реализм и французский импрессионизм барбизонской школы. Один из первых немецких импрессионистов, практиковал работу на открытом воздухе (плэнер). Будучи дружен с директором гамбургского Кунстхалле Альфредом Лихтварком, Т. Хаген приезжает в Гамбург и здесь создаёт серию работ в гамбургском порту. Принимал активное участие в многочисленных художественных выставках, организованных Прусской художественной академией в Берлине, Немецким союзом художников и другими организациями. С 1893 года участник Мюнхенского сецессиона, с 1902 года — Берлинского сецессиона. С 1903 года член Немецкого союза художников.

## Галерея

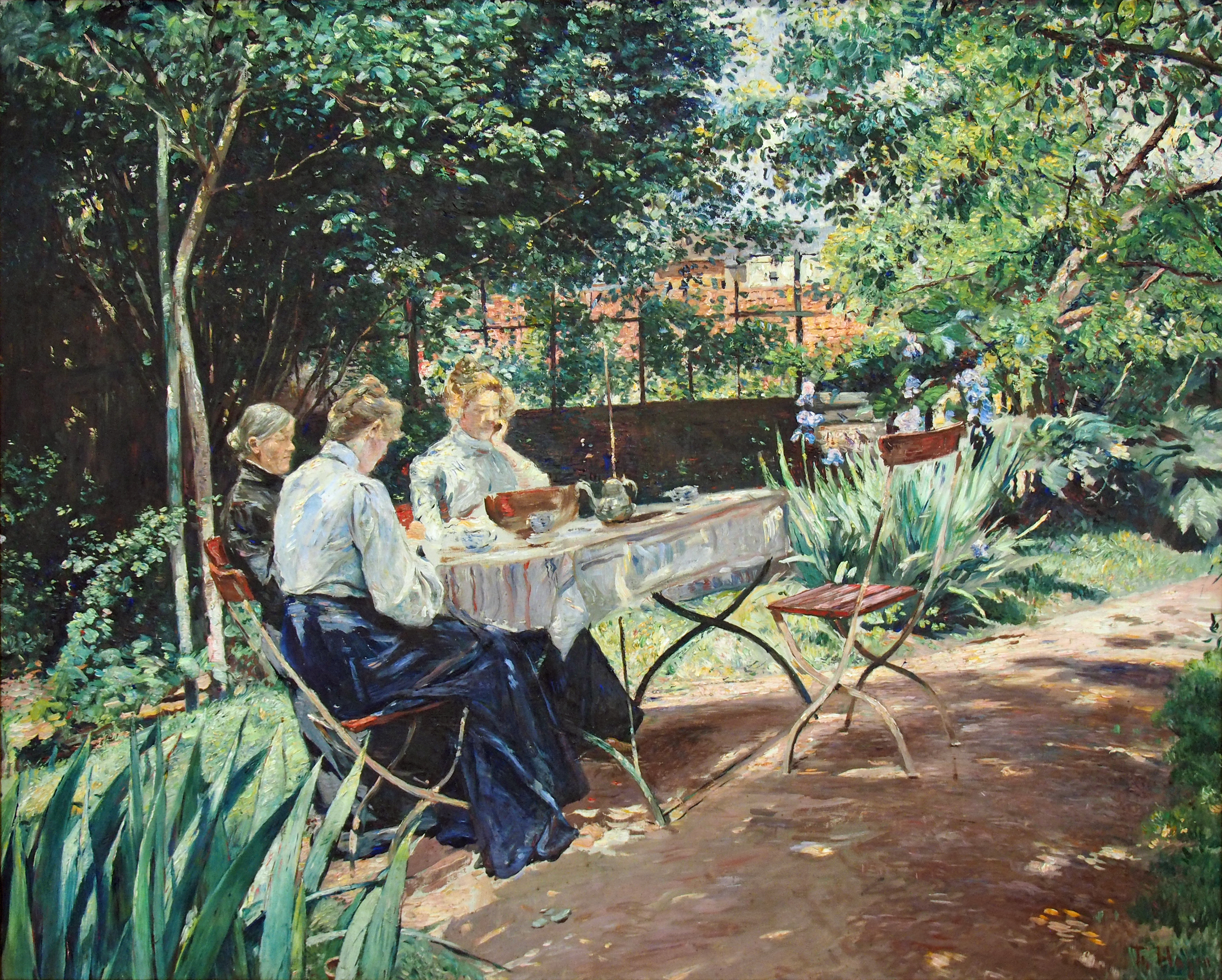
Семья художника в саду (1906)
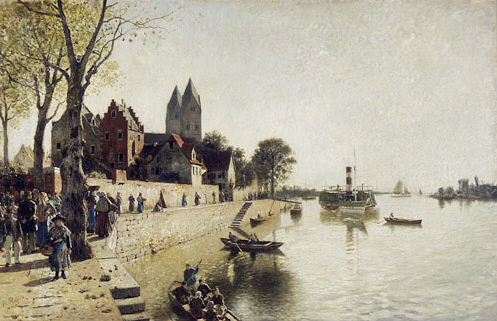
На Рейне
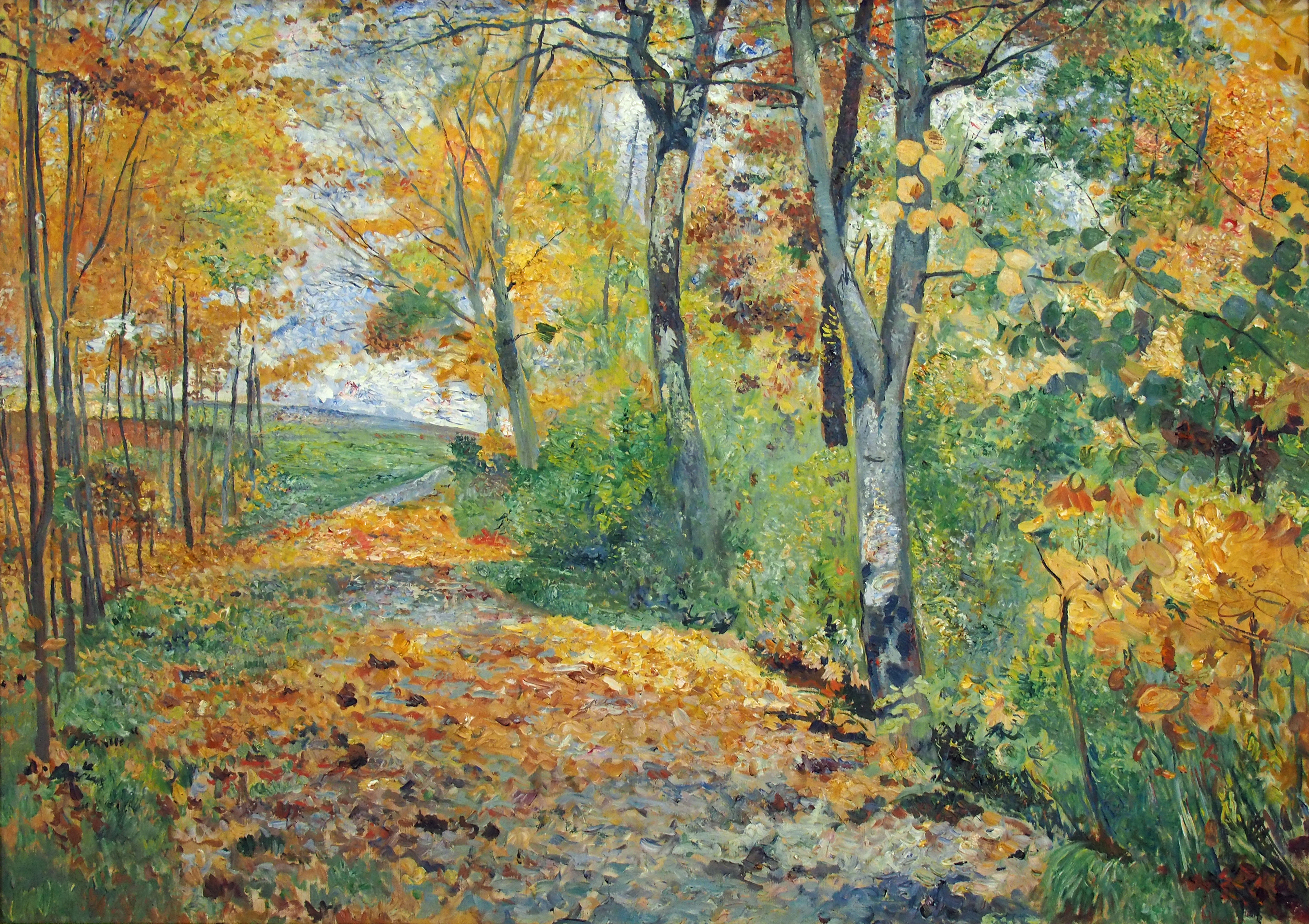
Осенний лес (1895)
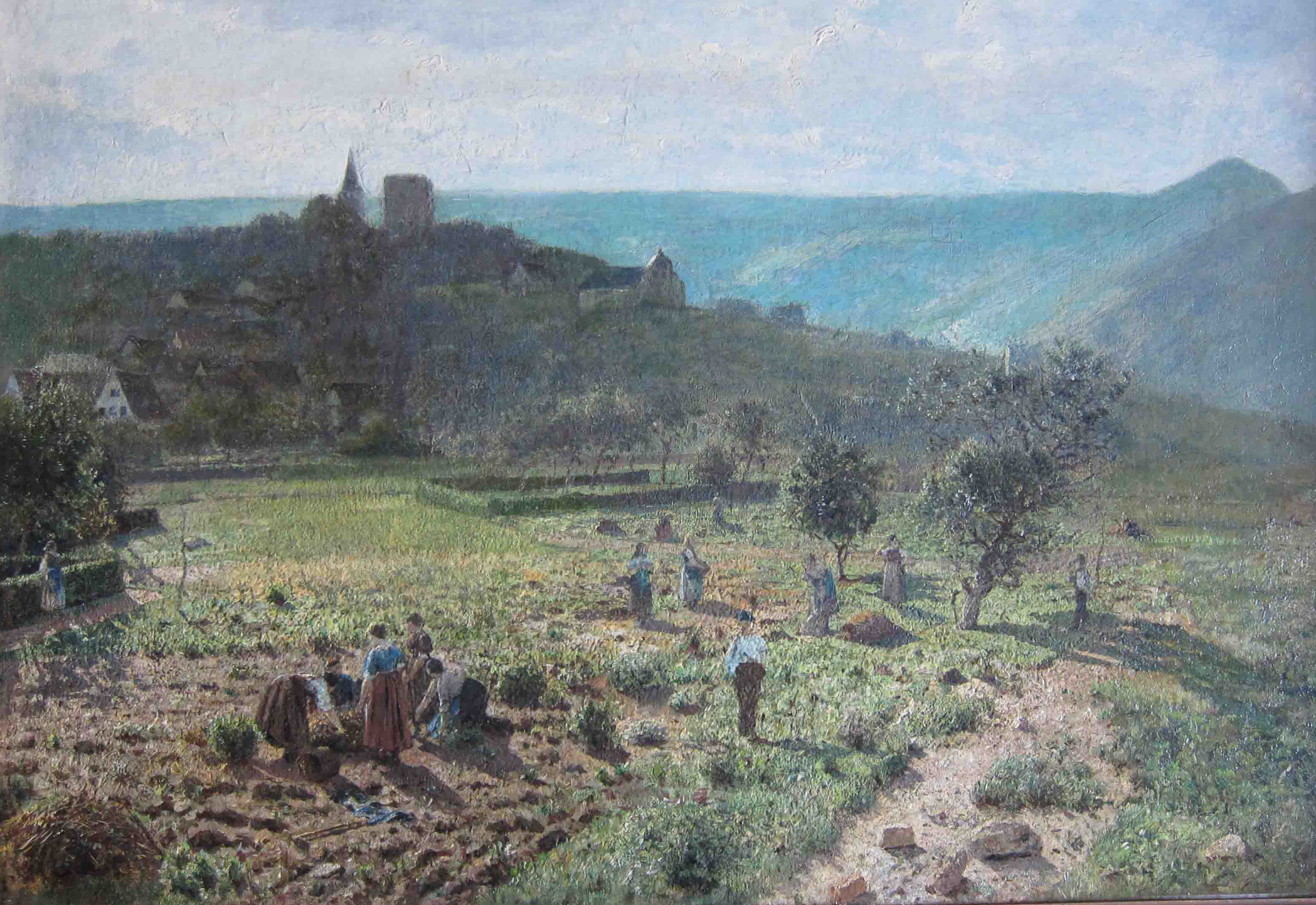
Урожай картофеля
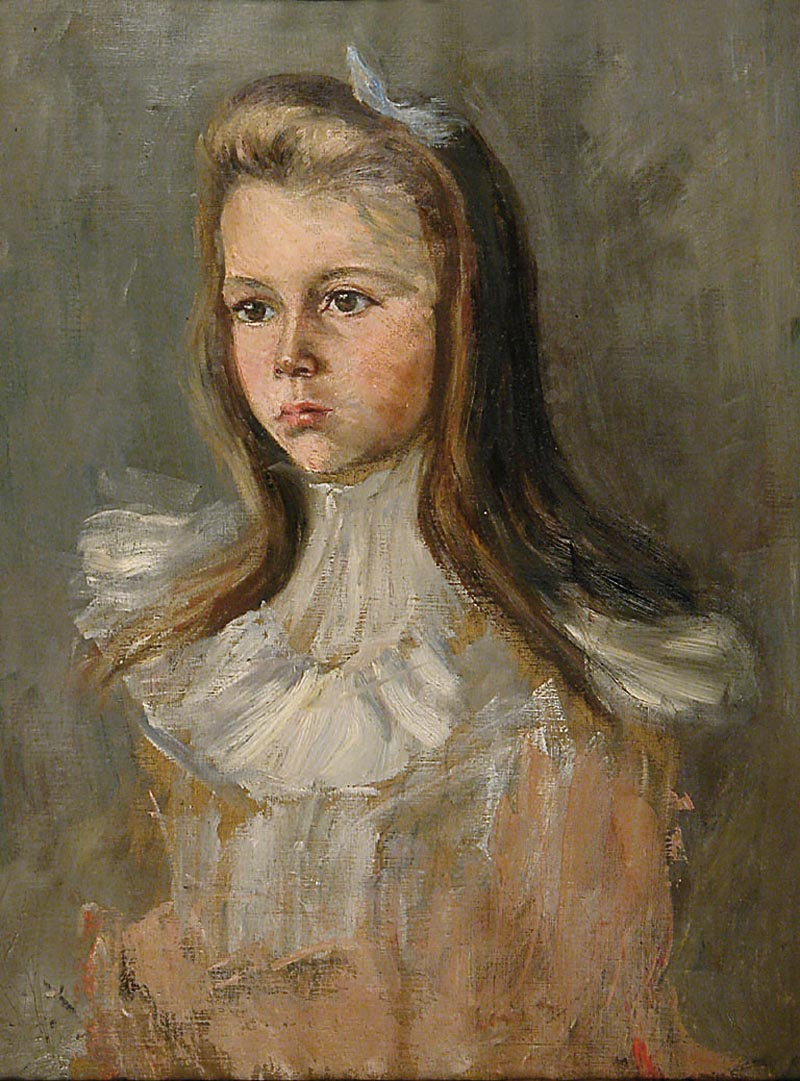
Портрет девочки
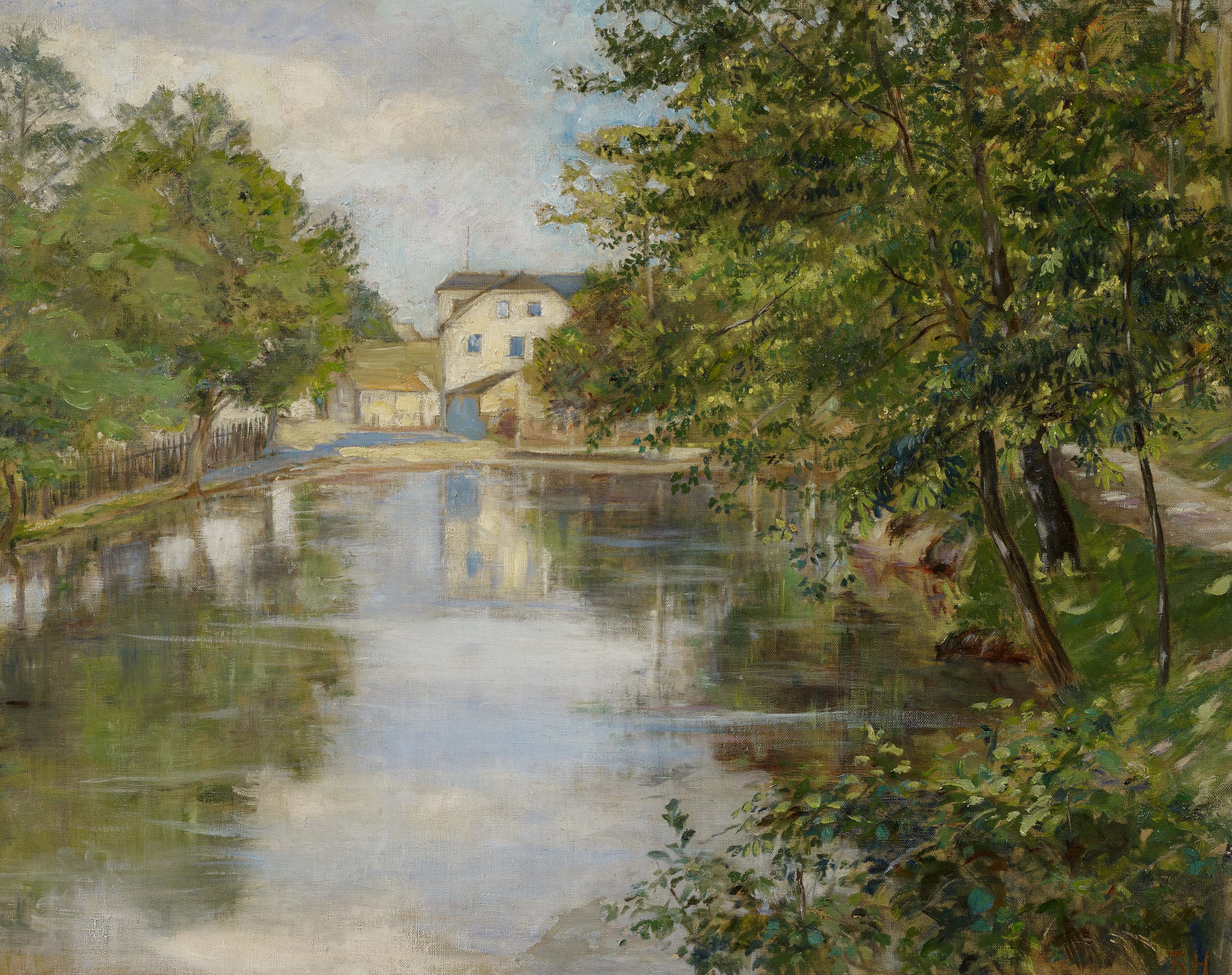
Канал в Бланкенхайне летом